# Tibor Karny
Tibor Karny (* 30. November 1922 in Buitenzorg auf Java; † 28. Dezember 1995 in Wien) war ein österreichischer Politiker der Sozialistischen Partei Österreichs (SPÖ).

## Ausbildung und Beruf
Nach dem Besuch der Volks- und Hauptschule lernte er den Beruf des Gärtners. Nach dem Krieg machte er ein Mittelschulstudium mit Externistenmatura. Danach machte er drei Staatsprüfungen beim Studium der Rechte. Zwischen 1968 und 1969 war er Wirtschaftsreferent der Gewerkschaft der öffentlich Bediensteten, von 1969 bis 1972 Besoldungsreferent, danach Verwaltungsjurist.

## Politische Funktionen
- 1968: Mitglied der Fraktionsexekutive der sozialistischen Fraktion in der Gewerkschaft der öffentlich Bediensteten
- 1972: Vorsitzender-Stellvertreter der Gewerkschaft der öffentlich Bediensteten
- 1972–1977: Vorsitzender-Stellvertreter der sozialistischen Fraktion
- 1977: Fraktionsvorsitzender

## Politische Mandate
- 13. November 1978 bis 30. Dezember 1982: Mitglied des Bundesrates (XIV. und XV. Gesetzgebungsperiode), SPÖ